# Гау (Вісконсин)
Гау (англ. How) — місто (англ. town) в США, в окрузі Оконто штату Вісконсин. Населення — 527 осіб (2020).

## Демографія
Згідно з переписом 2010 року, у місті мешкало 516 осіб у 215 домогосподарствах у складі 148 родин. Було 257 помешкань
Расовий склад населення:
| - 93,2 % — білих - 3,3 % — корінних американців - 1,6 % — осіб інших рас |

До двох чи більше рас належало 1,9 %. Частка іспаномовних становила 3,1 % від усіх жителів.
За віковим діапазоном населення розподілялося таким чином: 20,3 % — особи молодші 18 років, 61,3 % — особи у віці 18—64 років, 18,4 % — особи у віці 65 років та старші. Медіана віку мешканця становила 46,7 року. На 100 осіб жіночої статі у місті припадало 113,2 чоловіків;  на 100 жінок у віці від 18 років та старших — 122,2 чоловіків також старших 18 років.
Середній дохід на одне домашнє господарство  становив 65 990 доларів США (медіана — 54 625), а середній дохід на одну сім'ю — 74 048 доларів (медіана — 58 182). Медіана доходів становила 35 313 долари для чоловіків та 37 344 долари для жінок. За межею бідності перебувало 6,5 % осіб, у тому числі 6,2 % дітей у віці до 18 років та 6,0 % осіб у віці 65 років та старших.
Цивільне працевлаштоване населення становило 331 особа. Основні галузі зайнятості: виробництво — 23,6 %, освіта, охорона здоров'я та соціальна допомога — 17,5 %, сільське господарство, лісництво, риболовля — 17,5 %.